# 科学技術情報通信部
科学技術情報通信部（かがくぎじゅつじょうほうつうしんぶ、英語：Ministry of Science and ICT, 略称：科技情通部、MSIT）は、大韓民国の国家行政機関。
科学技術政策の樹立・総括・調整・評価、科学技術の研究開発・協力・振興、科学技術人材育成、原子力研究・開発・生産・利用、国家情報化企画・情報保護・情報文化、放送・通信の融合・振興及び電波管理、情報通信産業、郵便・為替および郵便振替に関する事務を管掌する。長は科学技術情報通信部長官で、国務委員が任命される。

## 設置根拠と所管事務

### 設置根拠
- 「政府組織法」第26条第1項第3号

### 所管事務
- 科学技術政策の樹立·総括·調整·評価
- 科学技術の研究開発·協力·振興
- 科学技術人材の養成
- 原子力研究·開発·生産·利用
- 国家情報化企画·情報保護·情報文化に関する事務
- 放送·通信の融合·振興
- 電波管理
- 情報通信産業に関する事務
- メール・為替および郵便振替に関する事務

## 沿革
- 1948年7月17日 - 逓信部が発足。
- 1994年12月23日 - 逓信部を情報通信部に改変。
- 1998年2月28日 - 科学技術処を科学技術部に改変。
- 2008年2月29日 - 科学技術部と教育人的資源部を統合して、教育科学技術部を設置。産業資源部から産業技術人材育成に関する事務移管を受けた。情報通信部を放送通信委員会に改変。
- 2013年3月23日 - 教育科学技術部を未来創造科学部と教育部に分離。
- 2017年7月26日 - 科学技術情報通信部に改変。技術創業活性化に関連する創造経済振興に関する事務を中小ベンチャー企業部に移管。

## 組織

### 長官
代弁人室
- 広報担当官室
- デジタルコミュニケーションチーム

監査官室
- 監査担当官室

長官政策補佐官
| - 運営支援課 企画調整室 - 政策企画官 - 企画財政担当官 - 革新行政担当官 - 規制改革法務担当官 - 情報化担当官 - 情報保護担当官 - 国際協力官 - 国際協力総括担当官 - 米州アジア協力担当官 - 欧州アフリカ協力担当官 - 多国間協力担当官 - 緊急安全企画官 研究開発政策室 - 基礎源泉研究政策官 - 研究開発政策課 - 基礎研究振興課 - 源泉技術課 - 生命技術課 - 融合技術課 - 巨大公共研究政策官 - 巨大公共研究政策課 - 宇宙技術課 - 原子力研究開発課 - 巨大公共研究協力課 - 科学技術雇用革新官 - 研究成果雇用政策課 - 研究産業振興課 - 地域科学技術振興課 - 研究機関支援チーム 未来人材政策局 - 未来人材政策課 - 未来人材養成課 - 科学技術文化課 - 科学技術安全基盤チーム | 情報通信政策室 - 情報通信政策官 - 情報通信政策総括課 - デジタル社會企画課 - デジタル新産業制度課 - デジタル包容政策チーム - 人工智能基盤政策官 - 人工智能基盤政策課 - データ振興課 - インターネット振興課 - デジタル人材養成チーム - ソフトウェア政策官 - ソフトウェア政策課 - ソフトウェア産業課 - デジタルコンテンツ課 - 情報通信産業政策官 - 情報通信産業政策課 - 情報通信放送技術制作課 - 情報通信産業基盤課 ネットワーク政策室 - 情報保護ネットワーク政策官 - ネットワーク政策課 - デジタル基盤安全課 - 情報保護企画課 - 情報保護産業課 - サイバー侵害対応課 - 通信政策官 - 通信政策企画課 - 通信競争政策課 - 通信利用制度課 - 通信資源政策課 - 放送振興政策官 - 放送振興企画課 - ニューメディア政策課 - デジタル放送政策課 電波政策局 - 電波政策企画課 - 電波放送管理課 - 周波数政策課 - 電波基盤課 |

| 科学技術革新調整官室 科学技術政策局 - 科学技術政策課 - 科学技術戦略課 - 科学技術政策調整課 - 成長動力企画課 研究開発投資審議局 - 研究予算総括課 - 研究開発投資企画課 - 公共エネルギー調整課 - 機械情報通信調整課 - 生命基礎調整課 成果評価政策局 - 成果評価政策課 - 評価審査課 - 研究制度革新課 - 科学技術情報課 |

### 所属機関
| - 国立電波研究院 - 中央電波管理所 - 中央科学館 - 国立果川科学館 |

## 歴代長官
| 代                     | 氏名               | 氏名               | 在任期間           | 在任期間           | 備考               |
| 代                     | 漢字表記           | ハングル表記       | 着任               | 退任               | 備考               |
| 未来創造科学部長官     | 未来創造科学部長官 | 未来創造科学部長官 | 未来創造科学部長官 | 未来創造科学部長官 | 未来創造科学部長官 |
| ---------------------- | ------------------ | ------------------ | ------------------ | ------------------ | ------------------ |
| 初                     | 李相睦             | 이상목             | 2013年3月25日      | 2013年4月16日      | 朴槿恵政権         |
| 2                      | 崔文基             | 최문기             | 2013年4月17日      | 2014年7月15日      | 朴槿恵政権         |
| 3                      | 崔陽熙             | 최양희             | 2014年7月16日      | 2017年7月10日      | 朴槿恵政権         |
| 科学技術情報通信部長官 |                    |                    |                    |                    |                    |
| 4                      | 兪英民             | 유영민             | 2017年7月11日      | 2019年9月8日       | 文在寅政権         |
| 5                      | 崔起栄             | 최기영             | 2019年9月9日       | 2021年5月13日      | 文在寅政権         |
| 6                      | 林恵淑             | 임혜숙             | 2021年5月14日      | 2022年5月9日       | 文在寅政権         |
| 7                      | 李宗昊             | 이종호             | 2022年5月10日      | 2024年8月16日      | 尹錫悦政権         |
| 8                      | 劉相任             | 유상임             | 2024年8月16日      | 2025年7月16日      | 尹錫悦政権         |
| 9                      | 裵慶勲             | 배경훈             | 2025年7月16日      | 現職               | 李在明政権         |